# Can València
Can València, també coneguda com a Casa del Través o Casa Clavell, és una obra d'Arenys de Mar (Maresme) inclosa en l'Inventari del Patrimoni Arquitectònic de Catalunya.

## Descripció
És un edifici, amb teulada a dues aigües, de dues plantes: una baixa i un pis. El portal de la planta baixa està format per un arc de mig punt adovellat. Les finestres, d'ambdues plantes, són de pedra. Composició dels elements simètrics. Situada a l'inici del carrer d'Avall amb la Riera. Es conserva en bon estat de conservació, encara que aquests anys no ha estat objecte de reformes. Les seves característiques són les pròpies de les masies del Maresme.